# POWER OF WORDS
『POWER OF WORDS』（パワー・オブ・ワーズ）は、日本の歌手・愛内里菜が2002年5月15日にGIZA studioから発売した2枚目のオリジナルアルバムである。

## 背景・構成
『言葉の持つ力』をコンセプトに、先行シングル「FAITH」をはじめ、「Run up」、「NAVY BLUE」、「Forever You 〜永遠に君と〜」、「I can't stop my love for you♥」を含む14曲が収録されている。
アルバムが発売された翌日である5月16日に、コンサートツアー『RINA AIUCHI LIVE TOUR 2002 "POWER OF WORDS"』をスタートし、全国6箇所で8公演を行った。その模様を収録した同名の映像作品が7月17日に発売された。

## ディスクジャケット
ディスクジャケットは、愛内の上半身を写したもので、両手で胸を隠している、所謂手ブラをした姿が採用された。

## 記録
タイアップ曲も多く、累計売上では彼女の最大のヒット作品で、オリコンチャートでは、自身初となる1位を獲得した。当時、愛内は衣装代やヘアメイクなどはすべて自腹で賄っており、会社に借金しながら歌手活動を続けた結果、借金が150万円まで膨らんでいたという。だが、このアルバムがヒットしたことがきっかけで、一気に印税が1,000万円入るようになり、「やっと通帳がプラスになった」と語っている。

## 批評
| 専門評論家によるレビュー | 専門評論家によるレビュー |
| レビュー・スコア         | レビュー・スコア         |
| 出典                     | 評価                     |
| ------------------------ | ------------------------ |
| CDジャーナル             | 肯定的                   |

『CDジャーナル』は、歌唱力に対し「透明感があってエモーショナルな愛内のヴォーカルが楽しめ、前作の『Be Happy』からの成長を感じさせる」としたうえで、音楽性に関しては「彼女が“あゆ”になりきれなかった理由は、聴く者とともに感じてこそ生まれる共感という感情を、一方的に提供することを拒んだから」と分析し、「でも音楽を愛する女のコとして、それは正解だったかもしれない」「言霊の強さと少女の愛らしさを、巧みにポップスへ変化させた」と全体的に肯定的な評価を下している。

## 収録曲
| 全作詞: 愛内里菜。 |                                      |           |            |                              |      |
| #                  | タイトル                             | 作詞      | 作曲       | 編曲                         | 時間 |
| 1.                 | 「POWER OF WORDS」                   | 愛内里菜  | 宝仙明伽音 | KCP                          | 4:56 |
| 2.                 | 「I can't stop my love for you♥」    | 愛内里菜  | 川島だりあ | 尾城九龍                     | 4:17 |
| 3.                 | 「NAVY BLUE」                        | 愛内里菜  | 川島だりあ | 三輪録                       | 4:20 |
| 4.                 | 「Forever You 〜永遠に君と〜」       | 愛内里菜  | 大野愛果   | 徳永暁人                     | 5:07 |
| 5.                 | 「pink baby's breath -album mix-」   | 愛内里菜  | 輝門       | 寺尾広 (from Soul Crusaders) | 5:02 |
| 6.                 | 「be distant」                       | 愛内里菜  | 徳永暁人   | KCP                          | 4:15 |
| 7.                 | 「WISH」                             | 愛内里菜  | 徳永暁人   | 尾城九龍                     | 4:12 |
| 8.                 | 「Painted Black」                    | 愛内里菜  | 北浦正尚   | 徳永暁人                     | 4:08 |
| 9.                 | 「FAITH」                            | 愛内里菜  | 大野愛果   | 尾城九龍                     | 4:43 |
| 10.                | 「SPARK」                            | 愛内里菜  | 大野愛果   | 大賀好修                     | 4:07 |
| 11.                | 「crystal pearl」                    | 愛内里菜  | 川島だりあ | 綿貫正顕                     | 4:01 |
| 12.                | 「precious pain」                    | 愛内里菜  | 輝門       | コリエンタリズム             | 5:24 |
| 13.                | 「Run up」                           | 愛内里菜  | 大野愛果   | 三輪緑                       | 5:24 |
| 14.                | 「Can you feel the POWER OF WORDS?」 | 愛内里菜  | 大野愛果   | 徳永暁人                     | 4:01 |
| 合計時間:          | 合計時間:                            | 合計時間: | 合計時間:  | 63:57                        |      |

## 楽曲解説
1. POWER OF WORDS
2. I can't stop my love for you♥
  - 9thシングル。
  - よみうりテレビ・日本テレビ系アニメ『名探偵コナン』オープニングテーマ[6]。
3. NAVY BLUE
  - 7thシングル。
  - TBS系『ワンダフル』2001年10月度テーマソング[7]。
4. Forever You 〜永遠に君と〜
  - 8thシングル。
  - フジテレビ系『感動ファクトリー・すぽると!』イメージソング[8]。
5. pink baby's breath -album mix-
  - 9thシングル『I can't stop my love for you♥』のカップリング曲のアルバムミックス。
6. be distant
7. WISH
8. Painted Black
9. FAITH
  - 5thシングル。
  - TBS系『ワンダフル』2001年4月度テーマソング。
10. SPARK
  - 日本テレビ系 野球ワールドカップ2002 テーマソング。
11. crystal pearl
12. precious pain
13. Run up
  - 6thシングル。
  - TBS系『ここがヘンだよ日本人』エンディングテーマ[9]。
14. Can you feel the POWER OF WORDS?
  - フジテレビ系『ザ・レターズ〜家族の愛にありがとう』挿入歌[4]。
  - 後に10thシングル『Sincerely Yours／Can you feel the POWER OF WORDS?』でリミックスバージョンとしてシングルカットされた。

## 参加ミュージシャン
- All Vocal：愛内里菜

| POWER OF WORDS - Secil Minami：Chorus - 大賀好修 (from nothin' but love)：Guitars I can't stop my love for you♥ - 岩田みゆき：Chorus - Secil Minami：Chorus - 輝門：Chorus - 大賀好修：Guitars NAVY BLUE - Secil Minami：Chorus - 大賀好修：Guitars Forever You 〜永遠に君と〜 - 輝門：Chorus - 岩田みゆき：Chorus - 徳永暁人：Chorus - Secil Minami：Chorus pink baby's breath -album mix- - Secil Minami：Chorus - 寺尾広：Chorus - 中井俊秀：Chorus - 中井俊秀：Guitars be distant - Secil Minami：Chorus - 綿貫正顕：Guitars | WISH - Secil Minami：Chorus - 大賀好修：Guitars Painted Black - Secil Minami：Chorus - 輝門：Chorus FAITH - 大野愛果：Chorus - B'ZARO：Rap - 大賀好修：Guitars SPARK - Secil Minami：Chorus crystal pearl - Secil Minami：Chorus precious pain - Secil Minami：Chorus - 輝門：Chorus Run up - 大野愛果：Chorus - Secil Minami：Chorus Can you feel the POWER OF WORDS? - Secil Minami：Chorus - 輝門：Chorus |